# Coromandel Forest Park
Der Coromandel Forest Park ist ein unter Naturschutz stehender Wald in der Region Waikato auf der Nordinsel von Neuseeland. Der Park untersteht dem Department of Conservation.

## Geographie
Der Coromandel Forest Park erstreckt sich mit acht Einzelgebieten und einer Gesamtfläche von ca. 72.000 Hektar Land über Teile der Coromandel Peninsula bis südlich hinunter zum Karangahake Gorge, der zwischen Paeroa im Westen und Waihi im Osten verläuft. Das größte zusammenhängende Waldgebiet des Parks befindet sich nördlich des New Zealand State Highway 25A und südlich des New Zealand State Highway 309. Es reicht im Westen in Teilen bis an die Küste zum Firth of Thames und im Osten an einer Stelle bis zum kleinen Ort Tairua, der an der Bay of Plenty liegt.

## Geschichte
Nachdem in den 1840er Jahren auf der Coromandel Peninsula Gold gefunden wurde, hatte der Wald in den betroffenen Gebieten unter dem Goldabbau zu leiden. Auch der Holzeinschlag und das Ernten von Harz der Kauri-Bäume setzte den Wäldern zu. Der Goldabbau in den Wäldern ging bis in die 1930er Jahre und der Holzeinschlag der Kauri-Bäume bis in die 1940er. 1970 wurden die Wälder der Halbinsel unter der Verwaltung des New Zealand Forest Service unter Schutz gestellt und als Forest Park ausgewiesen. Die feierliche Eröffnung des Parks fand am 7. März 1970 statt. In den folgenden Jahren pflanzte der New Zealand Forest Service rund 40.000 Kauri-Bäume zur Erhaltung des Waldes. Doch viel Bäume überlebten nicht und der Schutz des Waldes wurde von Einheimischen als nicht ausreichend kritisiert.
Mit der Verabschiedung des Conservation Act 1987 übernahm 1987 das Department of Conservation die Verantwortung für den Naturschutz in dem Park.